# Neoxenus polius
Espèce
Neoxenus polius est une espèce d'insectes coléoptères appartenant à la famille des Anthribidae.